# David Dahl
David Martin Dahl (1 de abril de 1994) es un jardinero de béisbol estadounidense que juega para los Colorado Rockies de las grandes ligas de Baseball (MLB). Dahl fue seleccionado en la primera ronda del draft de 2012, organizado por la MLB, el cual se llevó a cabo en la preparatoria Oak Mountain en Birmingham, Alabama.Su primer su debut fue realizado en las ligas mayores, el 25 de julio de 2016. 

## Antecedentes
Dahl asistió a la preparatoria Oak Mountain en Birmingham, Alabama. En su primer año, formó parte del equipo representativo de béisbol en la posición de paracorto. En 2011, Dahl fue seleccionado para jugar en el equipo sub-18 de la Selección de Béisbol de los Estados Unidos y en los Juegos Panamericanos del 2011. En esta competencia Dahl registró 11 carreras impulsadas (CI) durante los 15 juegos del torneo, en el cual Estados Unidos ganó la medalla de oro.
Un gran récord fue en 2012 cuando Dahl obtuvo un promedio de bateo de 0.412, 34 carreras impulsadas y 18 bases robadas en la posición de jardinero. 
Por otro lado, en ese mismo año, Dahl ingresa al equipo representativo llamado Auburn Tigers de la Universidad de Auburn.

## Carrera profesional
Los Colorado Rockies seleccionaron a Dahl en la primera ronda del draft organizado por la MLB en el 2012 . En dicha prueba logró ubicarse como uno de los 10 mejores jugadores.  Dahl cambio sus planes de encaminarse a la Universidad de Auburn por un contrato con los Colorado Rockies, por el que recibió $2.6 millones de dólares.  Dahl hizo su debut profesional con los Grand Junction Rockies de la liga menor, con un promedio de bateo de 0.379/0.423/0.625, nueve Home Runs y 57 carreras impulsadas. Ante esos resultados, fue nombrado el jugador más importante de la Liga Menor de Béisbol.
Antes del inicio de la temporada del 2013, Dahl fue clasificado como el segundo mejor jugador de los Rockies por la revista Baseball America; así mismo fue clasificado como el 58.º mejor jugador del béisbol nacional por el sitio MLB.com.
Al inicio de la temporada del 2013, y de acuerdo con un reporte oficial, los Rockies suspendieron a Dahl debido a que no llegó a tiempo para participar en un juego. Mientras jugaba con los Asheville Tourists tuvo una lesión en el tendón de la corva  y no pudo terminar la temporada en la clase A de la South Atlantic League.

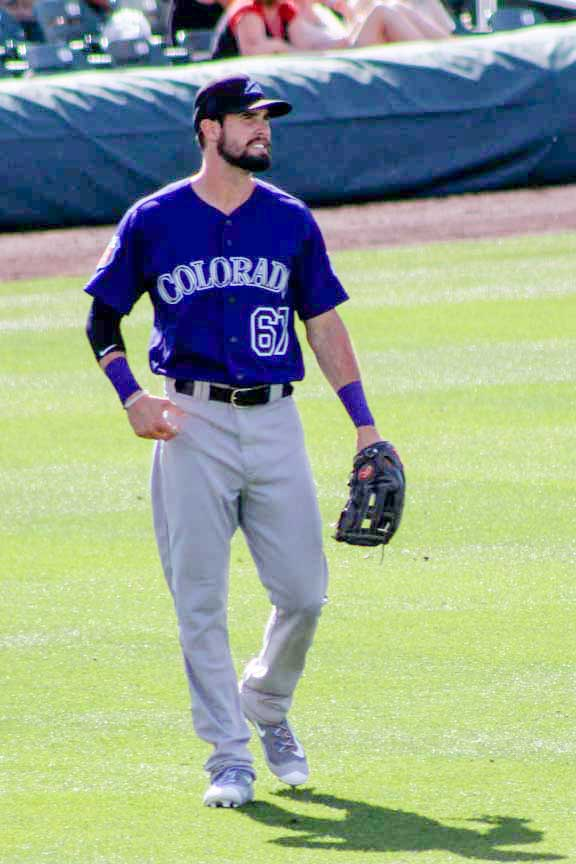
Dahl durante el entrenamiento de primavera (2016) en el equipo de los Colorado Rockies

Dahl, comenzó la temporada del 2014 jugando con los Asheville Tourists, pero en julio de ese mismo año fue enviado al equipo de Modesto Nuts, en la liga de California. Durante su colaboración con el equipo de los Asheville Tourists y con el de Modesto Nuts, Dahl registró un promedio de bateo de 0.299, 14 Home Runs y 21 bases robadas.
El 28 de mayo de 2015, mientras jugaba para los New Britain Rock Cats en la clase AA de la Eastern League, Dahl se tropezó con un compañero de su equipo al intentar atrapar una bola, y como consecuencia, sufrió una lesión en el bazo, por lo que fue sometido a una cirugía. Después de la cirugía, el beisbolista decidió someterse a otra operación para que su bazo fuera extraído, todo ello con el fin de acelerar su recuperación, y así poder regresar al campo de juego. De lo contrario, sí no se hubiera sometido a esas operaciones hubiera perdido toda la temporada del l 2015.
En julio de 2015, Dahl retomó sus actividades, jugando con el equipo de los Hawks de Boise  en la clase A de la liga Northwest. Más tarde, Dahl se integró al equipo de los New Britain Rock Cats donde finalizó la temporada con un promedio de bateo de 0.278, seis Home Runs, y 22 bases robadas.
A inicios del 2016, los Rockies invitaron a Dahl a asistir a los entrenamientos de primavera, el beisbolista aceptó dicha invitación, aunque su participación no estaba contemplada ni era obligatoria.
Dahl comenzó la temporada del 2016 jugando en el equipo de los Hartford Yard Goats en la liga Eastern. Sus registros mostraron un promedio de bateo de 0.273, 13 Home Runs, 45 carreras impulsadas y 16 bases robadas. Debido a sus resultados sobresalientes, los Rockies lo enviaron al equipo de los Albuquerque Isotopes en la Clase AAA de la liga Pacific Coast. En julio, Dahl asistió al juego de exhibición All-Star Futures Game para reemplazar a Austin Meadows, quien no pudo presentarse al evento porque había sufrido una lesión.
Los Rockies promovieron a Dahl a las ligas mayores el 25 de julio de 2016, tras obtener en 16 juegos un promedio de bateo de 0.484. Ese mismo día, Dahl hizo su debut como jardinero del equipo.
Finalmente el 11 de agosto de 2016, después de haber conseguido un hit en cada uno de los 17 partidos en los que participó, Dahl alcanzó el récord impuesto por Chuck Aleno en 1941.